# Hypercompe laeta
Hypercompe laeta är en fjärilsart som beskrevs av Walker 1855. Hypercompe laeta ingår i släktet Hypercompe och familjen björnspinnare. Inga underarter finns listade i Catalogue of Life.